# En los márgenes
En los márgenes és una thriller dramàtic de 2022 dirigit per Juan Diego Botto. Amb el rerefons tràgic dels desnonaments a Espanya, és protagonitzat per Penélope Cruz, Luis Tosar, Adelfa Calvo, Christian Checa, Nur Levi i Aixa Villagrán.
La pel·lícula es va projectar a la 79a Mostra Internacional de Cinema de Venècia i al Festival Internacional de Cinema de Sant Sebastià 2022.

## Argument
La pel·lícula és un compte enrere de tres personatges amb tres històries entrellaçades que tracten de mantenir-se a la superfície i sobreviure a 24 hores claus que poden canviar per sempre les seves vides. El film explora l'efecte que una situació d'estrès econòmic té sobre les relacions personals i com la unió i la solidaritat en el si de la Plataforma d'Afectats per la Hipoteca poden ser un al·licient necessari per a tirar endavant. Un viatge emocionant a contrarellotge als marges d'una gran ciutat.

## Producció
En los márgenes va ser el debut de Juan Diego Botto com a director de llargmetratges. El guió va ser escrit pel mateix Botto al costat de la periodista i escriptora Olga Rodríguez. A més de protagonitzar la pel·lícula, Penélope Cruz també va assumir les funcions de producció amb el director Álvaro Longoria de Morena Films. El rodatge es va realitzar a Madrid i Alcorcón.